# DirectX-plug-in
Een DirectX-plug-in is in computermuziek een softwareonderdeel dat geladen kan worden als een plug-in in een extern programma om realtime verwerking van audio toe te staan. Ook audio-effecten, mixen en een virtuele synthesizer behoren tot de mogelijkheden. 
DirectX-plug-ins staan toe om studio-opname hardware te vervangen in softwarematige oplossingen, die ook modulair verbonden kunnen worden. De speciale hardware wordt gebruikt in professionele studio's. Doordat ontwikkelaars van externe programma's een plug-in kunnen gebruiken moeten ze de plug-in niet meer zelf schrijven waardoor tijd vrijkomt en ze zich kunnen toeleggen op de interface en efficiëntie van het programma, terwijl de gespecialiseerde DirectX-pluginontwikkelaars zich kunnen focussen op de digitale signaalverwerking en dus de ontwikkeling van DirectX-plug-ins. 
Er zijn plug-ins voor audio-effecten (galm, delay, effectpedaal, distortion, flanger en chorus) en voor het mixen van audio (compressor, limiter, exciter, sub bass enhancer, stereo imager). Er zijn ook nog vele andere plug-ins beschikbaar.